# 한글 지문자
한글 지문자는 한국수화에서 한글을 나타내는 지문자이다.

## 손동작

### 한글 자음

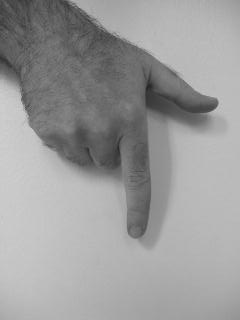
ㄱ
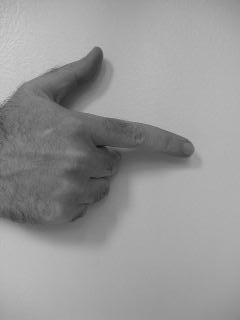
ㄴ
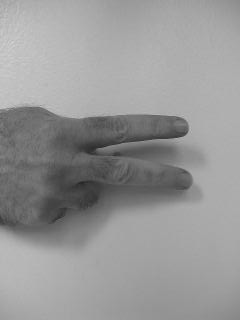
ㄷ
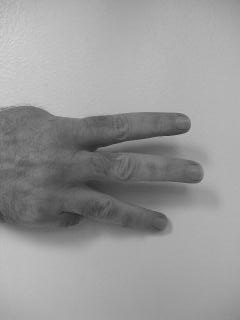
ㄹ
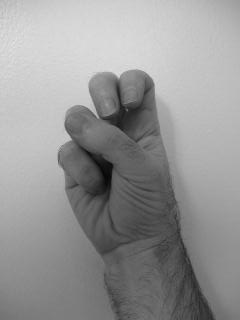
ㅁ
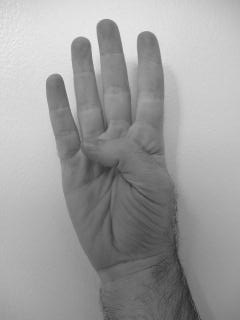
ㅂ
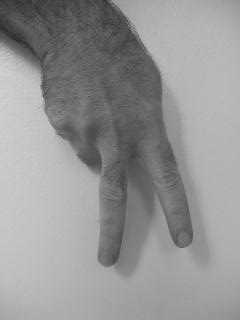
ㅅ
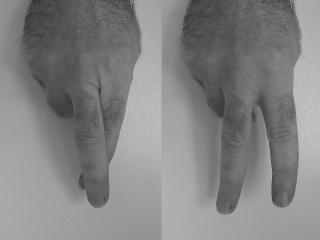
ㅆ
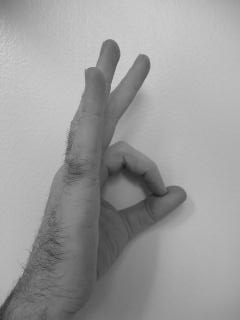
ㅇ
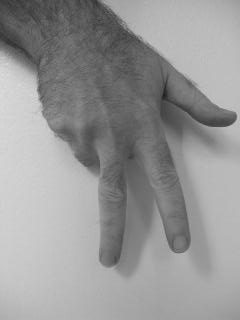
ㅈ
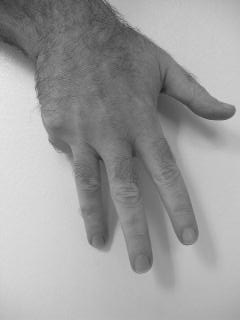
ㅊ
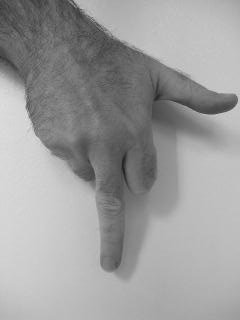
ㅋ
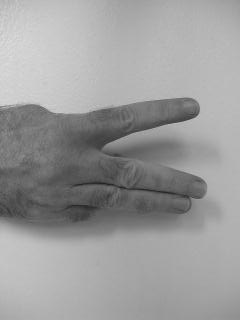
ㅌ
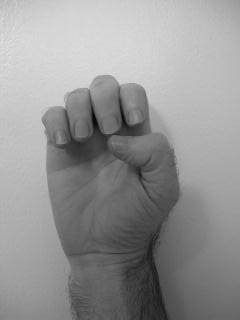
ㅍ
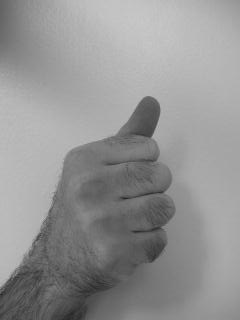
ㅎ

### 한글 모음

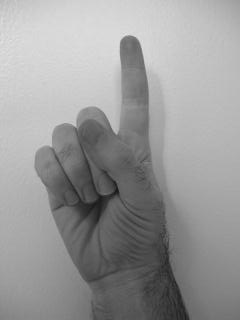
ㅏ
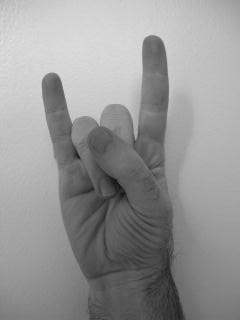
ㅐ
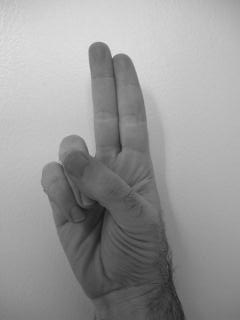
ㅑ
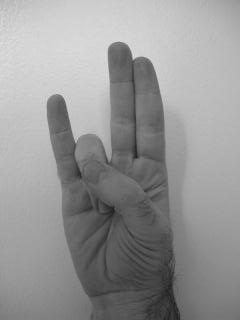
ㅒ
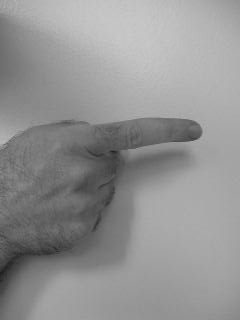
ㅓ
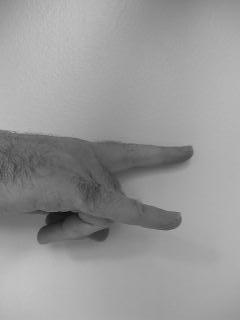
ㅔ
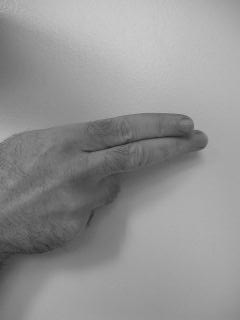
ㅕ
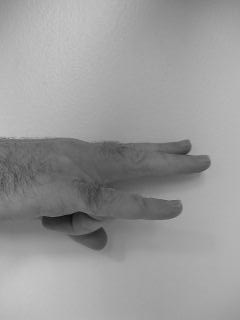
ㅖ
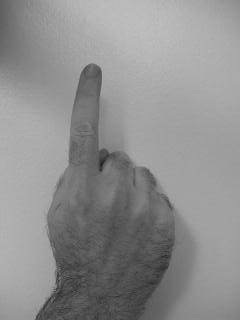
ㅗ
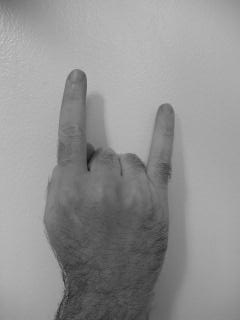
ㅚ
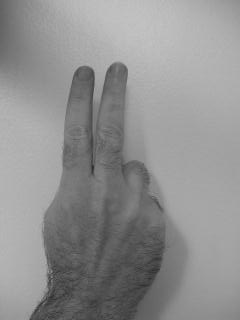
ㅛ
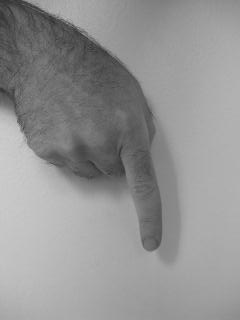
ㅜ
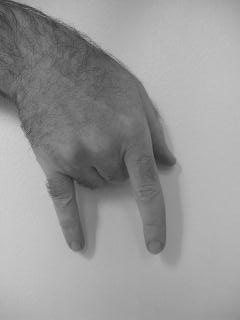
ㅟ
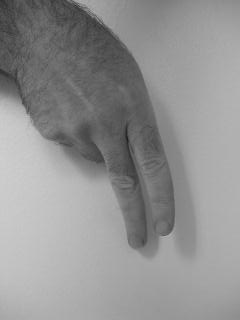
ㅠ
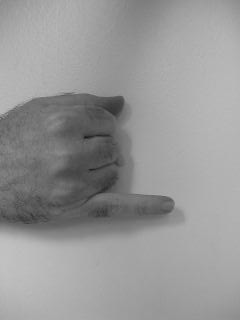
ㅡ
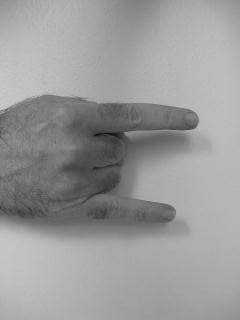
ㅢ
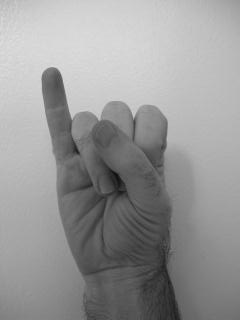
ㅣ

## 같이 보기
- 한국 수화